# Vallecrosia
Vallecrosia é uma comuna italiana da região da Ligúria, província de Impéria, com cerca de 7.158 habitantes. Estende-se por uma área de 3 km², tendo uma densidade populacional de 2386 hab/km². Faz fronteira com Bordighera, Camporosso, San Biagio della Cima, Vallebona.

## Demografia
| Variação demográfica do município entre 1861 e 2011                               |
|                                                                                   |
| Fonte: Istituto Nazionale di Statistica (ISTAT) - Elaboração gráfica da Wikipedia |